# Полибинский сельсовет (Липецкая область)
Полибинский сельсовет — сельское поселение в Данковском районе Липецкой области Российской Федерации.
Административный центр — село Полибино.

## История
Статус и границы сельского поселения установлены Законом Липецкой области от 23 сентября 2004 года № 126-ОЗ «Об установлении границ муниципальных образований Липецкой области»

## Население
| 2010 | 2012 | 2013 | 2014 | 2015 | 2016 | 2017 |
| ---- | ---- | ---- | ---- | ---- | ---- | ---- |
| 452  | ↘423 | ↘376 | ↘356 | ↘341 | ↘331 | ↘312 |
| 2018 | 2021 |      |      |      |      |      |
| ↘298 | ↘264 |      |      |      |      |      |

## Состав сельского поселения
| № | Населённый пункт | Тип населённого пункта       | Население |
| - | ---------------- | ---------------------------- | --------- |
| 1 | Бегичево         | деревня                      | ↘11       |
| 2 | Верхняя Павловка | деревня                      | ↘24       |
| 3 | Дубки            | село                         | ↘24       |
| 4 | Катараево        | деревня                      | ↘9        |
| 5 | Нелядино         | деревня                      | ↘17       |
| 6 | Полибино         | село, административный центр | ↘342      |
| 7 | Садовый          | посёлок                      | 7         |
| 8 | Хитрово          | село                         | ↘18       |